# Čárka (Blšany)
Čárka (též Carka, německy Zarch) je částečně zaniklá vesnice u Blšan v okrese Louny. Dochované domy stojí převážně v katastrálním území Liběšovice asi 500 metrů jižně od Liběšovic.

## Název

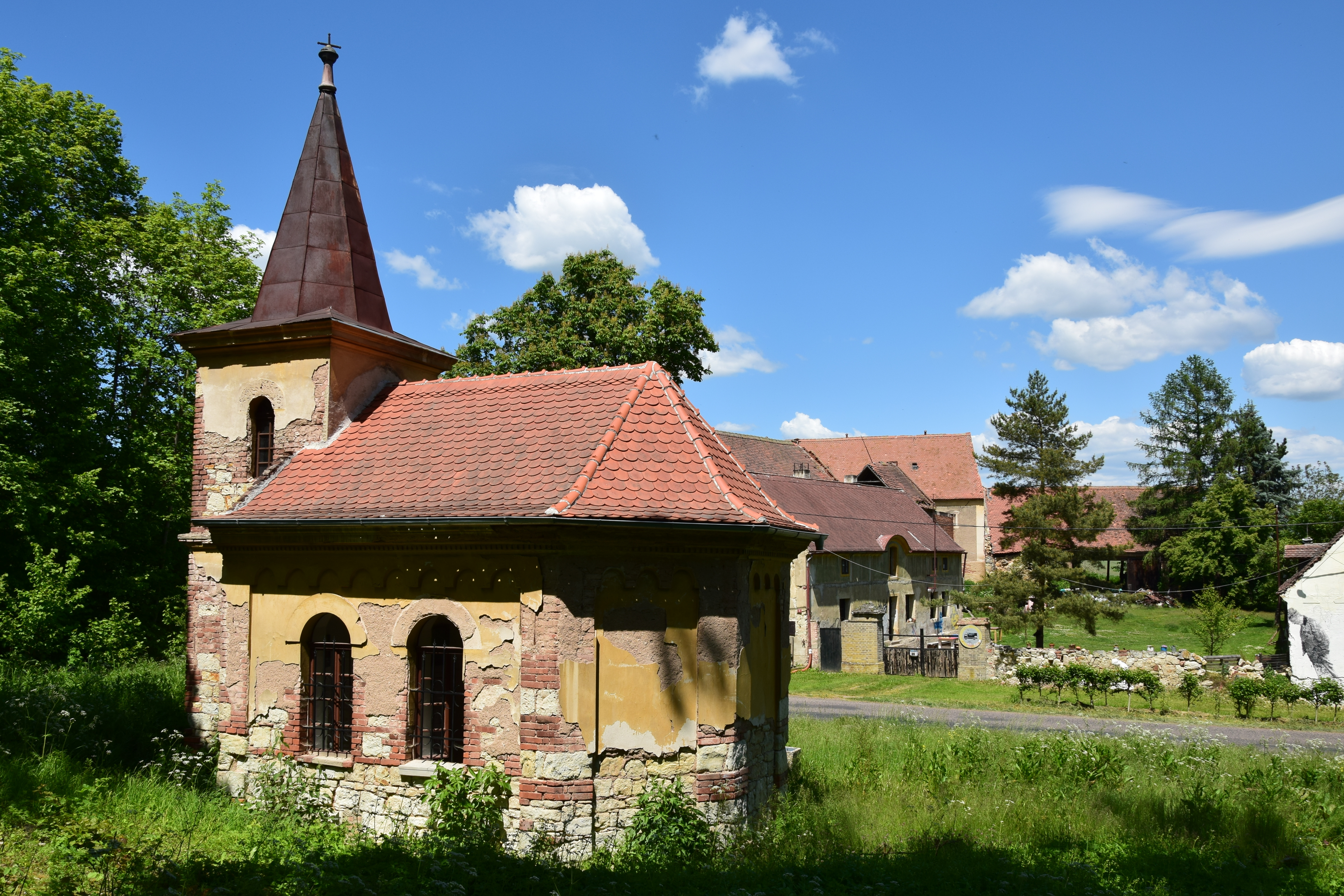
Kaple sv. Anny

Název vesnice je českého původu a byl odvozen z původního půdorysu vsi. V historických pramenech se objevuje ve tvarech: in Czarka (1416), de Czarka (1418), ve vsi Sarcze (1556), ve vsi Cžiarcze (1561), celou Czarku (1575), Zarg a Zarch (1787), Zarch (1846), Čárka a německy Zarch (1854) a Cárka nebo Zarch (1923).

## Historie
První písemná zmínka o vesnici pochází z roku 1461. Při sčítání lidu v letech 1869–1950 bývala Čárka osadou tehdejší obce Liběšovice. V dalších letech osada zanikla.

## Přírodní poměry
Osada stojí v katastrálním území Liběšovice s rozlohou 6,2 km². Nachází se v nadmořské výšce okolo 270 metrů na levé straně údolí říčky Blšanky v jihovýchodní části Čeradické plošiny, která je součástí Žatecké pánve.

## Pamětihodnosti
Zdejší kapli sv. Anny projektoval v polovině 18. století žatecký architekt Johann Paul Loschy. Postavena byla nákladem 57 zlatých.

## Obyvatelstvo
Při sčítání lidu v roce 1921 zde žilo 91 obyvatel (z toho čtyřicet mužů), z nichž bylo patnáct Čechoslováků a 76 Němců. Všichni byli římskými katolíky. Podle sčítání lidu z roku 1930 měla vesnice 91 obyvatel: jedenáct Čechoslováků a 78 Němců. Kromě jednoho evangelíka a jednoho člověka bez vyznání se hlásili k římskokatolické církvi.
|           | 1869 | 1880 | 1890 | 1900 | 1910 | 1921 | 1930 | 1950 |
| --------- | ---- | ---- | ---- | ---- | ---- | ---- | ---- | ---- |
| Obyvatelé | 109  | 104  | 104  | 113  | 92   | 91   | 91   | 28   |
| Domy      | 18   | 19   | 22   | 23   | 21   | 21   | 22   | 20   |

### Osobnosti
- Josef Quoika (7. březen 1813, Čárka – 11. prosinec 1900, Litoměřice). Žil v Litoměřicích. Od roku 1843 zde zastával funkci městského lékaře, do 1896 primářem veřejné nemocnice. 1861–1876 člen městského zastupitelstva, několikrát v městské radě. Ve městě založil pěvecký a několik dalších spolků.[10]
- Anton Quoika (14. prosinec 1830, Čárka – 24. leden 1913, Vídeň). Spoluzakladatel Červeného kříže a Spolku pro bezdomovce v Praze. Působil jako generální inspektor cukrovarů v Čechách.[11]